# 浅岡勇輝
浅岡 勇輝（あさおか ゆうき、1992年10月23日 - ）は、ジャパンラグビーリーグワン花園近鉄ライナーズに所属するラグビー選手。

## プロフィール
- 京都府出身[1]。
- ポジションはプロップ(PR)。
- 身長 173 cm、体重 105 kg
- ニックネームはあさ。
- 関西大学リーグのベスト15に選ばれたことがある[2]。

## 略歴
2011年、京都外大西高校卒業後、京都産業大学に入る。
2015年、京都産業大学卒業後、近鉄ライナーズ(現・花園近鉄ライナーズ)に加入。同年11月14日に行われたジャパンラグビートップリーグ第1節のホンダヒート戦に途中出場で公式戦初出場を果たした。